# 山西日報
山西日報是中國共產黨山西省委員會的機關報，創刊於1949年4月26日。當時中共中央华北局要求华北局宣传部和华北人民日报社组建山西日报社工作班子。山西日报原本定位中共太原市委机关报，報社由中共太原市委领导，由史纪言负责山西日报筹建工作並出任山西日报社首任社長。筹建工作主要在榆次縣進行。1949年9月1日，中共山西省委成立，山西日报变更为中共山西省委机关报。
1966年12月28日至1967年1月24日，山西日报因文化大革命停刊。1998年5月18日，山西日報創建旗下网站。2001年3月，山西新闻网成立。2002年6月20日，山西日报报业集团成立。

## 外部連結
- www.daynews.com.cn